# صموئيل أرواخو فرنانديز
صموئيل أرواخو فرنانديز (بالإسبانية: Samu Araújo) (9 ديسمبر 1995 في إسبانيا - ) هو لاعب كرة قدم إسباني في مركز الدفاع. لعب مع سلتا فيغو ب وسلتا فيغو.

## وصلات خارجية
- صموئيل أرواخو فرنانديز على موقع قاعدة بيانات كرة القدم.إي يو (الإنجليزية)
- صموئيل أرواخو فرنانديز على موقع Soccerway.com (الإنجليزية)
- صموئيل أرواخو فرنانديز على موقع AS.com (الإسبانية)